# Raghubir Yadav
Raghubir Yadav (también conocido como Raghuvir Yadav; en hindi: रघुवीर यादव) es un actor de cine, teatro y televisión indio, que también se ha desempeñado como compositor, cantante y diseñador de escenografía.

## Carrera
Debutó en cine con el papel protagónico en Massey Sahib (1985), que le mereció dos premios internacionales. Otra actuación notoria fue su personificación del dictador nazi en Dear Friend Hitler (2011).